# 中央国家机关住房资金管理中心
中央国家机关住房资金管理中心，简称资金中心，是国家机关事务管理局直属事业单位，是中央国家机关住房委员会的住房资金管理机构，与北京住房公积金管理中心中央国家机关分中心合署办公。

## 沿革
1996年4月，中央国家机关住房资金管理中心正式成立，是设在国务院机关事务管理局的中央国家机关住房委员会的资金管理机构。
1996年10月25日，国务院机关事务管理局以〔96〕国管房改字第179号印发《中央国家机关住房公积金制度实施办法》，该《办法》自1996年1月1日起执行。其中第十一条规定：“中央国家机关住房委员会负责制定住房公积金的归集、管理、使用的有关制度和政策，审批住房公积金的使用计划和发展规划，审议确定住房公积金的预决算，实际对中央国家机关住房资金管理中心的领导和监督。”第十二条规定：“中央国家机关住房资金管理中心按照统一管理、分户管理、分户建帐、专项使用的原则，负责中央国家机关住房公积金的归集、支付、核算和编制使用计划等管理工作。执行中央国家机关住房委员会决定的有关事项。”

## 职责
1. 贯彻落实住房资金管理的方针、政策，拟订中央国家机关及其在京单位住房公积金、购房补贴、公有住房出售收入和维修资金归集、使用管理和财务核算的制度办法，负责《住房公积金管理条例》的执法工作。
2. 负责中央国家机关及其在京单位职工住房公积金的归集、管理，审批住房公积金的提取，负责住房公积金的保值和归还，记载职工住房公积金的缴存、提取、使用等情况。
3. 负责中央国家机关及其在京单位职工住房公积金贷款管理及个人住房贷款政策性贴息的审批和管理工作，督促贷款使用、回收和贴息资金发放情况。
4. 负责中央国家机关及其在京单位公有住房出售收入维修资金和职工购房补贴等住房资金的归集、使用管理。
5. 负责编制各项住房资金的归集、使用计划并组织实施，编制计划执行情况的报告。负责向业务主管部门和有关单位报告和通报各项住房资金的归集、使用情况。
6. 负责各项住房资金和管理费用的会计核算和统计工作，提出住房公积金增值收益分配方案。
7. 负责监督受托银行的相关业务，监管各项住房资金的使用情况，管理各项住房资金业务档案。
8. 负责中央国家机关及其在京单位住房资金管理工作的业务指导和培训工作。
9. 完成主管部门交办的其他事项[3]。

## 机构设置
- 办公室（人事处）
- 综合业务处
- 风险管理处
- 住房公积金归集管理处
- 住房公积金贷款管理处
- 房改资金管理处
- 会计与资金监管处
- 信息技术与档案管理处[4][5]

## 历任领导
| 主任 …… - 王洪波（？—？） - 张卫星（？—，北京住房公积金管理中心副主任兼） 副主任 …… - 肖国尧（？—，党委书记兼） - 徐进（？—） - 徐成强（？—） | 党委书记 …… - 肖国尧（？—） |